# 9766 Bradbury
9766 Bradbury eller 1992 DZ2 är en asteroid i huvudbältet som upptäcktes den 24 februari 1992 av Spacewatch vid Kitt Peak-observatoriet. Den är uppkallad efter den amerikanske science fiction-, fantasy- och skräckförfattaren Ray Bradbury.
Asteroiden har en diameter på ungefär 6 kilometer.